# Tegosa ursula
Tegosa ursula är en fjärilsart som beskrevs av Otto Staudinger 1894. Tegosa ursula ingår i släktet Tegosa och familjen praktfjärilar. Inga underarter finns listade i Catalogue of Life.